# Колело и ос
Колело и ос – това е един от основните шест прости механизми, който се основава на две неподвижно свързани части с различен диаметър, въртящи се около общата си ос. Колелото и оста представляват променен лост от първи род, който се върти в кръг около опорната си точка (оста). Велосипедното колело, виенското колело и зъбното колело са примери за колело и ос. Колелото и оста могат да имат дръжка с център насочен към оста. Такива инструменти са отвертката и свредлото.
Използването на колело с ос, задвижвано от вода и приложението му в минното дело за изваждане на материал от минни шахти, е описано от Георг Агрикола (1494-1555). Традиционна форма на колело и ос е показана в книгите от 19 век. Пример за това е най-широко разпространеното прилагане на колело и ос — за изваждане на вода от кладенец. Приспособлението за повдигане на съд с вода с въже, преобразува ротационното движение в линейно движение с цел повдигане. Класическо приложение на този механизъм е в подемните машини, като например хаспелът в строителството или лебедката като част от общата конструкция, с която се осъществява повдигане или изтегляне в хоризонталната равнина на тежки товари, машини и съоръжения.

## Изчисляване на механичното предимство
Ако се приеме че при въздействие върху колелото и оста енергията не се разсейва, то силата действаща на колелото, трябва да е равна на силата при оста. Тъй като задвижваното колело и оста се въртят заедно около лагерите на оста, то точките от окръжността на колелото поради по-големия диаметър, се движат по-бързо от тези по окръжността на оста (или на по-малкото колело). В този случай действащата сила върху задвижващото колело трябва да е по-малка от съпротивителната сила на оста, защото действието по завъртане на колелото е продукт от сила и скорост и различните периферни скорости на точките по тези два цилиндъра, определя и съотношението на приложената сила и нейната противодействаща.
В най-общия случай при използването на колело и ос с различен диаметър, прилаганата сила за въртене на колелото се трансформира за преодоляване чрез линейно движение на друга по-голяма съпротивителна сила (например теглото на съд, корабна котва или задвижване на някакъв механизъм). Тази пропорционалност на връзката между двете сили се определя от съотношението на радиусите на колелото и вала (който в случая изпълнява функциите на второ колело) и чрез който се осъществява линейното придвижване на товара. Връзката между силите и радиусите на този механизъм се изразява чрез формулата:
{\displaystyle E={\frac {r}{R}}F}, откъдето може да се запише пропорцията
{\displaystyle {\frac {E}{F}}={\frac {r}{R}}}, където
{\displaystyle E} е силата задвижваща механизма – водно колело, животинска или човешка тяга и др;
{\displaystyle r} е радиуса на вала;
{\displaystyle R} е радиуса на задвижващото (двигателното) колело;
{\displaystyle F} е силата на съпротивлението от теглото на товара.
Видно е, че колкото отношението между радиусите е по-малко по абсолютна стойност, толкова по-голяма съпротивителна сила (товар) може изгодно да бъде преодоляна, т.е. механизмът позволява реализирането на механично предимство за двигателната сила.

### Идеално механично предимство
Идеалното механично предимство (ИМП) на колело и ос, се изчислява по формулата:
ИМП={\displaystyle {\frac {R}{r}}}, където
{\displaystyle {R}} е радиуса на двигателното колело върху което се прилага задвижващата сила;
{\displaystyle {r}} е радиуса на оста или на второто колело, с което се осъществява непосредственото преместването на товара.

### Реално механично предимство
Във всеки механизъм по време на използването му, трябва да се преодолява триене в механичната система, както и други загуби свързани с неговата работа (напр. при двигателите системите за охлаждане, мазане, електрооборудване и др.), с което реалното или действителното механично предимство (РМП) на колело и ос се изчислява по формулата:
РМП= {\displaystyle {\frac {F}{E_{R}}}}, където
{\displaystyle {E_{R}}} – реалната сила, необходима за да се завърти двигателното колело;
{\displaystyle F} – силата на съпротивлението, т.е теглото на предмета който повдигаме.